# Grad Šentjurjeva gora
Grad Šentjurjeva gora (nemško St. Iörgenberg) je stal v naselju Gabrska Gora v občini Litija. 
EŠD:16267
Koordinati:45°59'10,61" N 14°57'59,01" E

## Zgodovina
Posredna omemba gradu je iz leta 1341 kot domini Gall de Gallenstein in monti St. Georgii. Po Valvasorju naj bi bil opuščen v 17.stol. zaradi bolj udobnega novejšega dvorca Gabrje.